# 阿玛杜·库鲁马
阿玛杜·库鲁马，又译阿瑪杜·庫忽瑪（法語：Ahmadou Kourouma，1927年11月24日—2003年12月11日），是一位科特迪瓦作家，1927年11月24日生于科特迪瓦本贾利，2003年12月11日卒于法国里昂。

## 作品

### 中文译本
- 《人间的事，安拉也会出错》，2011年5月由湖南文艺出版社出版。法语原题 Allah n’est pas obligé，2000年 Seuil 出版
- 《等待野獸投票》，2006年6月由大塊文化出版。法语原题 En attendant le vote des bêtes sauvages，1994年、1999年 Seuil 出版